# Lex Fridman
Lex Fridman (/'lɛks 'friːdmæn/ ; FREED-man, russo: Лекс Фридман; Čkalovsk, 15 agosto 1983) è un conduttore radiofonico e informatico statunitense.
È ricercatore presso il Massachusetts Institute of Technology e conduce il Lex Fridman Podcast, una serie di podcast su YouTube.

## Vita e formazione
Fridman è di origini ebraiche russe ed è nato a Chkalovsk, oggi nota come Buston, in Tagikistan. Suo padre, il fisico del plasma Alexander Fridman, è nato a Kiev, in Ucraina ed è il John A. Nyheim Chair Professor e Direttore del CJ Nyheim Plasma Institute presso il College of Engineering della Drexel University Sua nonna materna è nata e cresciuta a Charkiv e suo nonno materno era un mitragliere dell'Armata Rossa contro i nazisti durante la seconda guerra mondiale. Suo fratello, Gregory Fridman, è anch'egli un ricercatore di fisica del plasma.
Quando aveva circa 11 anni, la famiglia di Fridman si trasferì dalla Russia nell'area di Chicago. Ha frequentato la Neuqua Valley High School di Naperville, in Illinois. Ha poi conseguito la laurea e la laurea specialistica in informatica presso la Drexel University nel 2010, e ha completato il suo dottorato di ricerca in ingegneria elettrica e informatica presso la stessa università nel 2014. La sua tesi di dottorato, Learning of Identity from Behavioral Biometrics for Active Authentication, è stata completata sotto la supervisione di Moshe Kam e Steven Weber e aveva l'obiettivo di "indagare sul problema dell'autenticazione attiva su computer desktop e dispositivi mobili".

## Carriera

### Informatica
La carriera di Fridman è iniziata a Google, dove ha lavorato nell'ambito del machine learning. Attualmente è ricercatore presso il MIT. Nel 2017 ha lavorato su computer vision, deep learning e algoritmi di pianificazione per veicoli semi-autonomi. Nel 2019 ha lasciato AgeLab e ha assunto un ruolo di ricercatore presso l'università a seguito di una controversia relativa a uno studio condotto su Tesla Autopilot.

### Il Lex Fridman Podcast
Fridman ha iniziato il suo podcast nel 2018, inizialmente come parte del corso 6 del MIT. S099 sull'intelligenza artificiale generale. Il suo titolo originale era Artificial Intelligence Podcast, ed è stato successivamente cambiato in Lex Fridman Podcast per riflettere la più ampia gamma di argomenti che avrebbe affrontato. Fridman utilizza il podcast per discutere di "intelligenza artificiale, scienza, tecnologia, storia, filosofia e della natura dell'intelligenza, della coscienza, dell'amore e del potere". Il podcast è strutturato come un programma di interviste di lunga durata. Le interviste vengono condotte di persona, in genere durano da due a quattro ore. Il podcast ha visto la partecipazione, tra gli altri, di Kanye West, Magnus Carlsen, Ray Dalio, Jack Dorsey, Elon Musk e Mark Zuckerberg.
Fridman ha anche combinato il suo interesse per il jiu-jitsu brasiliano e altri sport di lotta con il suo podcast, intervistando sportivi quali il campione del mondo UFC Georges St-Pierre, il Judoka olimpico Travis Stevens, Roger Gracie, John Danaher, e Craig Jones.

## Vita privata
Fridman suona la chitarra e il pianoforte. Pratica anche il jiu jitsu brasiliano di cui è cintura nera di primo grado sotto Rick e Phil Migliarese. Ha partecipato a diverse competizioni di grappling, in particolare in un incontro contro Garry Tonon nel 2013.